# Просторное (Джанкойский район)
Просто́рное (до 1948 года Шири́н Но́вый; укр. Просторне, крымскотат. Yañı Şirin, Янъы Ширин) — село в Джанкойском районе Республики Крым, центр Просторненского сельского поселения (согласно административно-территориальному делению Украины — Просторненского сельского совета Автономной Республики Крым).

## Население
| 2001 | 2014 |
| ---- | ---- |
| 761  | ↘635 |

Всеукраинская перепись 2001 года показала следующее распределение по носителям языка
| Язык             | Процент |
| ---------------- | ------- |
| русский          | 74.24   |
| украинский       | 16.69   |
| крымскотатарский | 7.88    |
| другие           | 0.65    |

### Динамика численности
| - 1900 год — 34 чел. - 1915 год — 28/31 чел. - 1926 год — 40 чел. - 1974 год — 1012 чел. | - 1989 год — 795 чел. - 2001 год — 761 чел. - 2009 год — 732 чел. - 2014 год — 635 чел. |

## Современное состояние
На 2017 год в Просторном числится 10 улиц и 3 переулка; на 2009 год, по данным сельсовета, село занимало площадь 2 тысячи гектаров на которой, в 271 дворе, проживало 732 человека. В селе действуют средняя общеобразовательная школа, детский сад «Капитошка», отделение Почты России. Просторное связано автобусным сообщением с райцентром, городами Крыма и соседними населёнными пунктами.

## География
Просторное — село на востоке района, в Крымской степи, возле границы с Нижнегорским районом, на правом берегу впадающего в Сиваш безымянного ручья, превращённого в коллектор Северо-Крымского канала, высота центра села над уровнем моря — 7 м. Соседние сёла: практически примыкающее Бородино — в 200 м на юго-запад, Нижние Острожки в 2,5 км на запад, Славянское в 2 км на север, Апрелевка — в 4 км на северо-восток и Великоселье Нижнегорского района — в 4 км на юго-восток. Расстояние до райцентра — около 31 километра (по шоссе), ближайшая железнодорожная станция — Азовская (на линии Джанкой — Феодосия) — 13 километрах. Транспортное сообщение осуществляется по региональной автодороге 35Н-169 Азовское — Стефановка (по украинской классификации — С-0-10445).

## История
Судя по доступным историческим документам, селение Ширин Новый (встречаются варианты названия Альт-Ширин, Ней-Ширин, Дейч-Ширин, Ширин немецкий и Ново-Ширин) было основано немецкими колонистами, меннонитами и лютеранами, на 1000 десятинах земли в 1890 году. По «…Памятной книжке Таврической губернии на 1900 год» в Ширине немецком Ак-Шеихской волости Перекопского уезда числилось 34 жителя в 5 дворах. По Статистическому справочнику Таврической губернии. Ч.II-я. Статистический очерк, выпуск пятый Перекопский уезд, 1915 год, на хуторе Ширин (немецкий) Ак-Шеихской волости Перекопского уезда числилось 4 двора с немецким населением в количестве 28 человек приписных жителей и 31 — «посторонних», из которых 38 мужчин и 21 женщина. Жители владели 710 десятинами удобной земли. В хозяйствах имелось 63 лошади, 40 волов, 16 коров и 20 голов мелкого скота.
После установления в Крыму Советской власти, в 1920 году в селе была создана коммуна имени 1 Мая (в 1934 году преобразованная в колхоз имени 1 Мая). По постановлению Крымревкома от 8 января 1921 года № 206 «Об изменении административных границ» была упразднена волостная система и в составе Джанкойского уезда был создан Джанкойский район. В 1922 году уезды преобразовали в округа. 11 октября 1923 года, согласно постановлению ВЦИК, в административное деление Крымской АССР были внесены изменения, в результате которых округа были ликвидированы, основной административной единицей стал Джанкойский район и село включили в его состав. Согласно Списку населённых пунктов Крымской АССР по Всесоюзной переписи 17 декабря 1926 года, в селе Ширин Новый (немецкий), Антониновского сельсовета Джанкойского района, числилось 10 дворов, все крестьянские, население составляло 40 человек, из них 39 немцев и 1 украинец . После образования в 1935 году Колайского района село включили в его состав.
Вскоре после начала Великой Отечественной войны, 18 августа 1941 года крымские немцы были выселены, сначала в Ставропольский край, а затем в Сибирь и северный Казахстан. Во время Отечественной войны на фронтах погиб 101 житель села Ширин Новый (по другим данным 88 человек). В их честь в 1968 году был установлен памятный знак авторства архитектора А. К. Слипченко — вертикальная стела сложной формы с мемориальной надписью и рельефным изображением солдата в шинели, каске и с автоматом. Постановлением Совета министров Республики Крым № 627 от 20 декабря 2016 года памятник отнесён к категории объектов культурно-исторического наследия России регионального значения. В 1990 году в селе был открыт второй памятник воинам-односельчанам, работы С. Никитина и А. К. Слипченко.
После освобождения Крыма от фашистов в апреле, 12 августа 1944 года было принято постановление № ГОКО-6372с «О переселении колхозников в районы Крыма» и в сентябре 1944 года в Азовский район Крыма приехали первые новоселы (162 семьи) из Житомирской области, а в начале 1950-х годов последовала вторая волна переселенцев из различных областей Украины. С 25 июня 1946 года Ново-Ширин в составе Крымской области РСФСР. Указом Президиума Верховного Совета РСФСР от 18 мая 1948 года, Ново-Ширин, или Ширин Новый, переименовали в Просторное. 26 апреля 1954 года Крымская область была передана из состава РСФСР в состав УССР. В 1958 году были объединены колхозы имени 1 Мая и «17 партсъезд» и образован новый колхоз «Украина». С 1960 года Просторное — центр сельсовета.
Указом Президиума Верховного Совета УССР «Об укрупнении сельских районов Крымской области», от 30 декабря 1962 года Азовский район был упразднён и село присоединили к Джанкойскому. На 1974 год в Просторном числилось 1012 жителей. По данным переписи 1989 года в селе проживало 795 человек. С 12 февраля 1991 года село в восстановленной Крымской АССР, 26 февраля 1992 года переименованной в Автономную Республику Крым. С 21 марта 2014 года в составе Крыма аннексировано Россией.
В довоенные и послевоенные годы в селе жил и работал Иван Яцуненко, Герой Советского Союза, участник штурма Сапун-горы и освобождения Севастополя.